# Camillo Versari
Camillo Versari (Forlì, 29 marzo 1802 – Bologna, 26 aprile 1880) è stato un medico, patologo e patriota italiano.

## Biografia
Versari nacque a Forlì il 29 marzo 1802, figlio dell'allora famoso dottor Girolamo Versari. Nel 1865, fu collocato, sopra l'ingresso della casa di via Maroncelli dove Girolamo aveva abitato, un busto in sua memoria, con l'epigrafe: "Casa ed effigie di Girolamo Versari, medico espertissimo". Il busto fu successivamente (1914) collocato all'interno.
Camillo, laureatosi in medicina all'Università di Bologna nel 1821, vi divenne poi, dal 1854, professore di patologia.
Massone, fu membro della loggia Severa di Bologna, fondata nel giugno 1861.
Fu molto impegnato nel movimento liberale, tanto da essere arrestato nel 1825 e nel 1827. Partecipò anche ai moti del 1831, in seguito ai quali fu condannato a venti anni di prigione, poi ridotti a dieci. In realtà fu liberato nel 1837. Dopo aver ancora esercitato la medicina, si trasferì nel 1854 a Bologna per insegnare all'Università.
A Bologna fu uno dei commissari della Deputazione Straordinaria di Sanità contro l'epidemia di colera (1855).
Nel 1837, donò alla città di Forlì il monumento a Giovanni Battista Morgagni realizzato dallo scultore Salvino Salvini.
Morì il 26 aprile 1880, lasciando la sua biblioteca alla Società Medica Chirurgica. Da lì essa poi confluì nella biblioteca dell'Archiginnasio di Bologna.
Fu membro della fiorentina Accademia dei Georgofili.

## Opere
- Commentario monografico di estratti e pensieri sul Cholera pestilenziale, Nobili, Bologna 1835
- Considerazioni intorno alla cotenna, Casali, Forlì 1841
- Intorno ai fatti appartenenti alla così detta organica elettività e proposta del criterio patologico che se ne può dedurre, Gamberini e Parmeggiani 1862
- Saggio intorno ai temperamenti ed un cenno sulle idiosincrasie, Gamberini e Parmeggiani, Bologna 1864